# 祖大壽墓

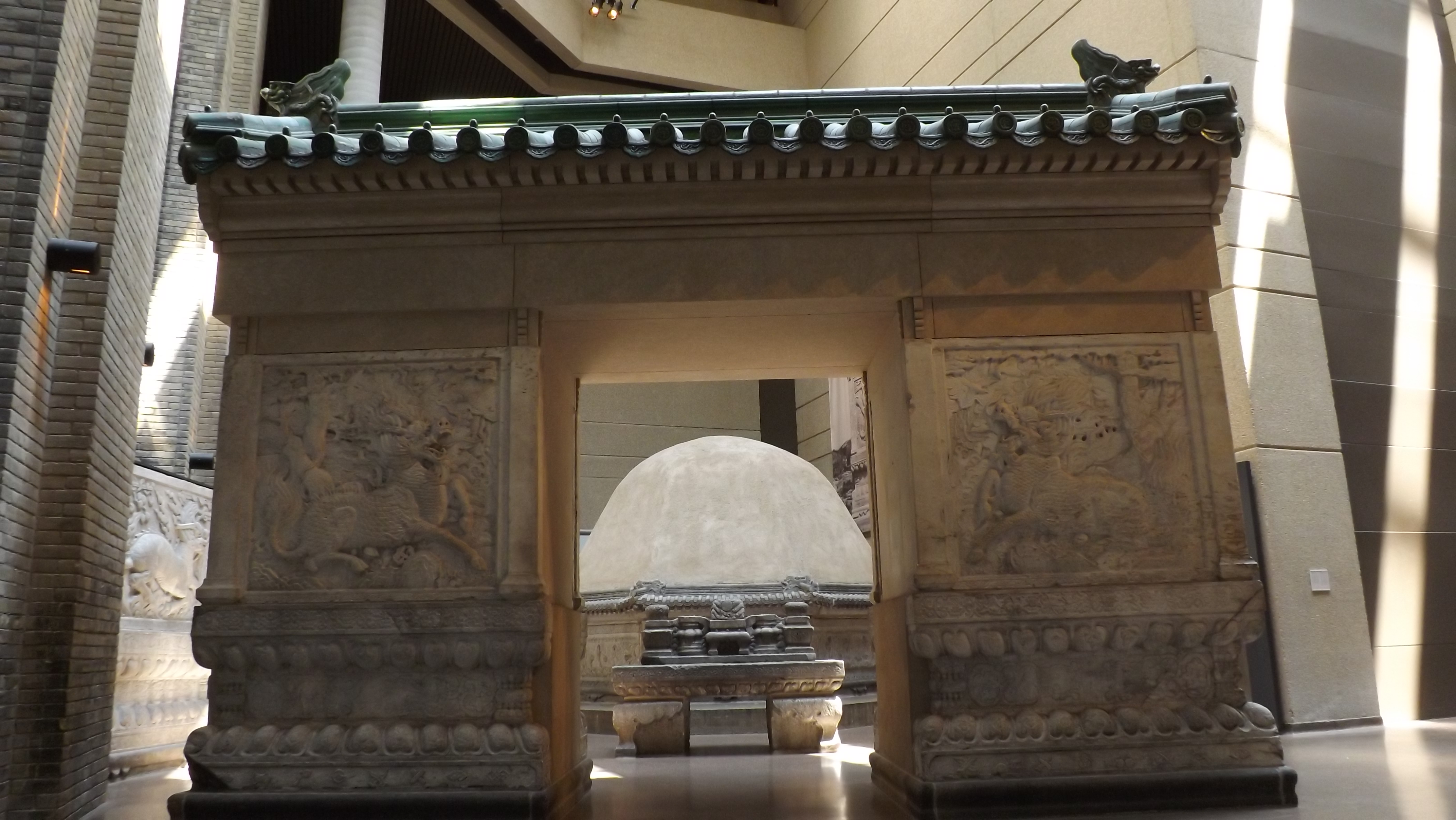
祖大壽墓的牌樓及墳丘

祖大壽墓為明末名將祖大壽之墳墓，原址位於今北京市海淀區永泰庄。後來被售予加拿大皇家安大略博物館，為該館目前最早及最具代表性的典藏之一。
20世紀初期，博物館常務董事Charles T. Currelly委託當時在華英籍皮貨商喬治·克羅夫茨（George Crofts）購買一批中國文物，其中也希望購買一套完整的中國高官墓葬，克羅夫茨揀選之後，相中了祖大壽的墳墓。1921年，克羅夫茨將墳墓的墓丘及墓前的石雕、石桌、文武翁仲、石駱駝等，夥同其他採集的文物一起裝運上船。這件被標示為「明墓」的中國墓葬很快成為該博物館的焦點收藏，然而館方對該件墓葬的資訊及墓主人一無所知，經過數十年的研究之後，博物館策展人 Klaas Ruitenbeek’s 的研究確認該件墓葬的墓主人就是祖大壽及其三個夫人。
如今，祖大壽墓按照其於被發現時的原貌陳列展覽，後來的研究根據原址周圍葬有祖大壽的其他兒子，認為原址應為一個家族墓葬群。

## 祖大壽
祖大壽為明末將領，在初期率領明軍多次擊退後金軍隊的進攻，並曾擊殺後金領袖努爾哈赤，後來大壽投降清朝。

## 藝術
祖大壽墓具有許多紋飾及象徵吉祥的圖案。
祖大壽墓的紋飾包含：
- 鹿：象徵長壽
- 蜂窩與猴：取其諧音，象徵「封侯」
- 麒麟

其他圖騰包含龍、竹，及莲。

## 图片

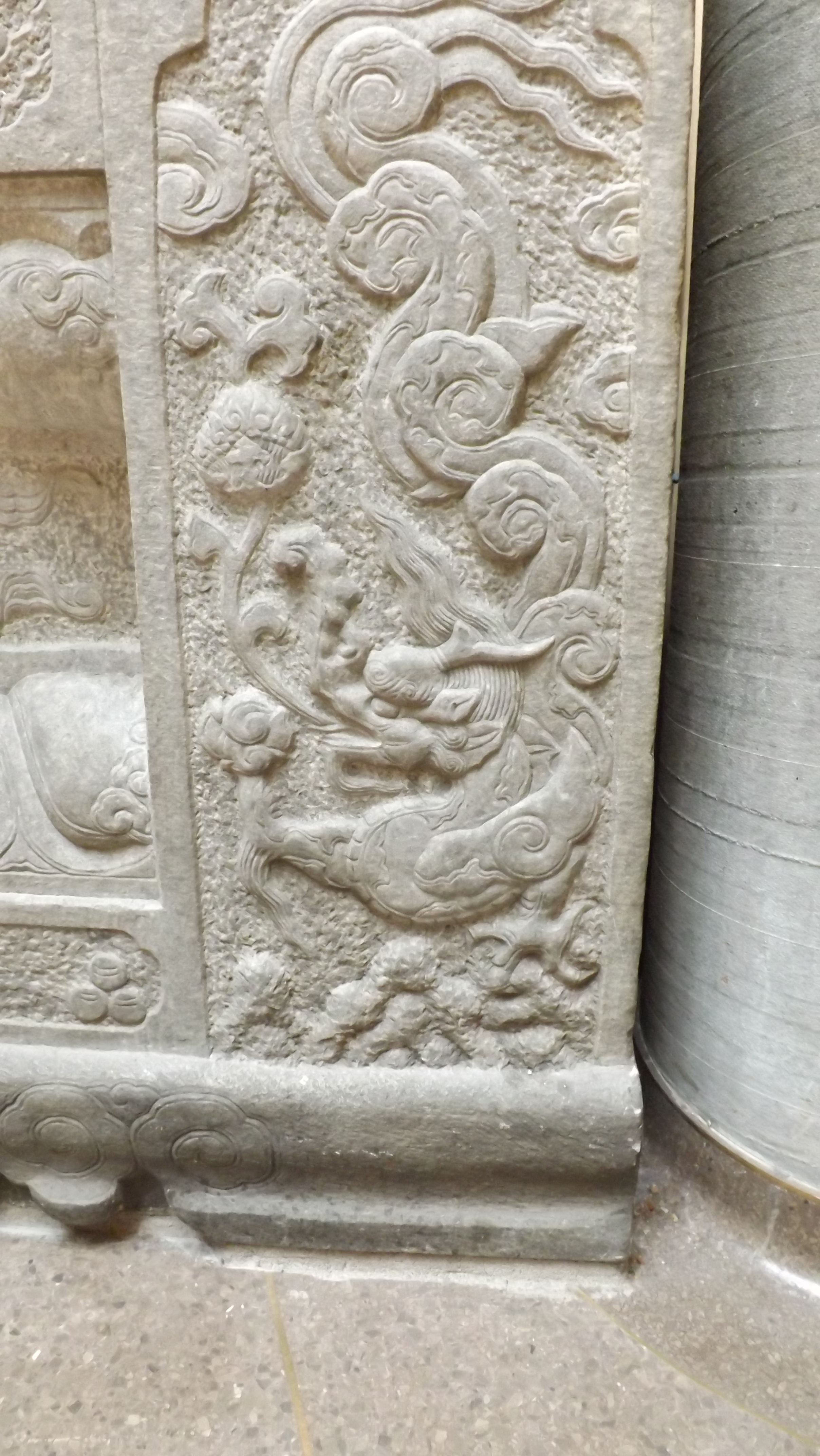
Ming Tomb archway
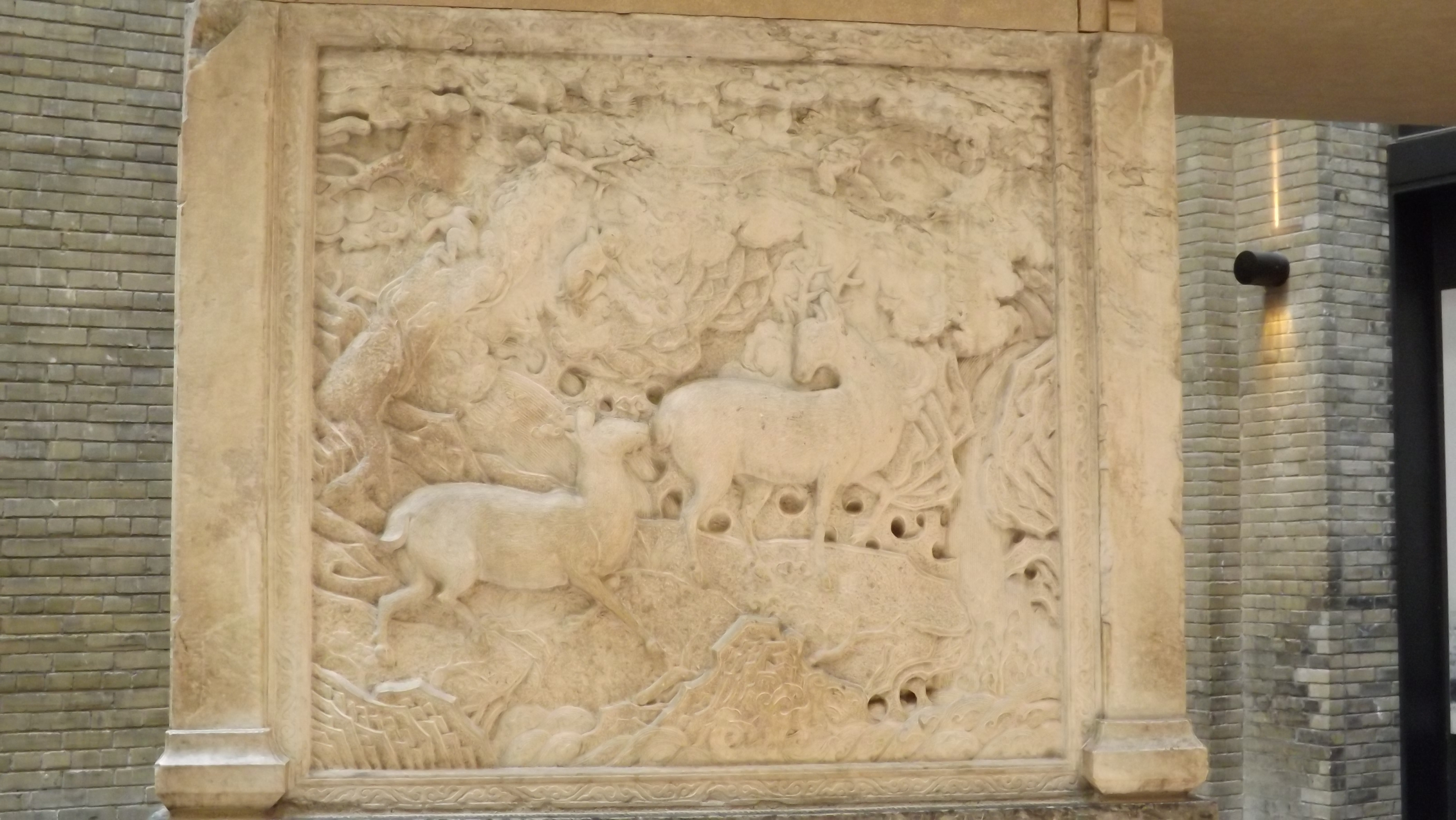
Archway, view from burial mound
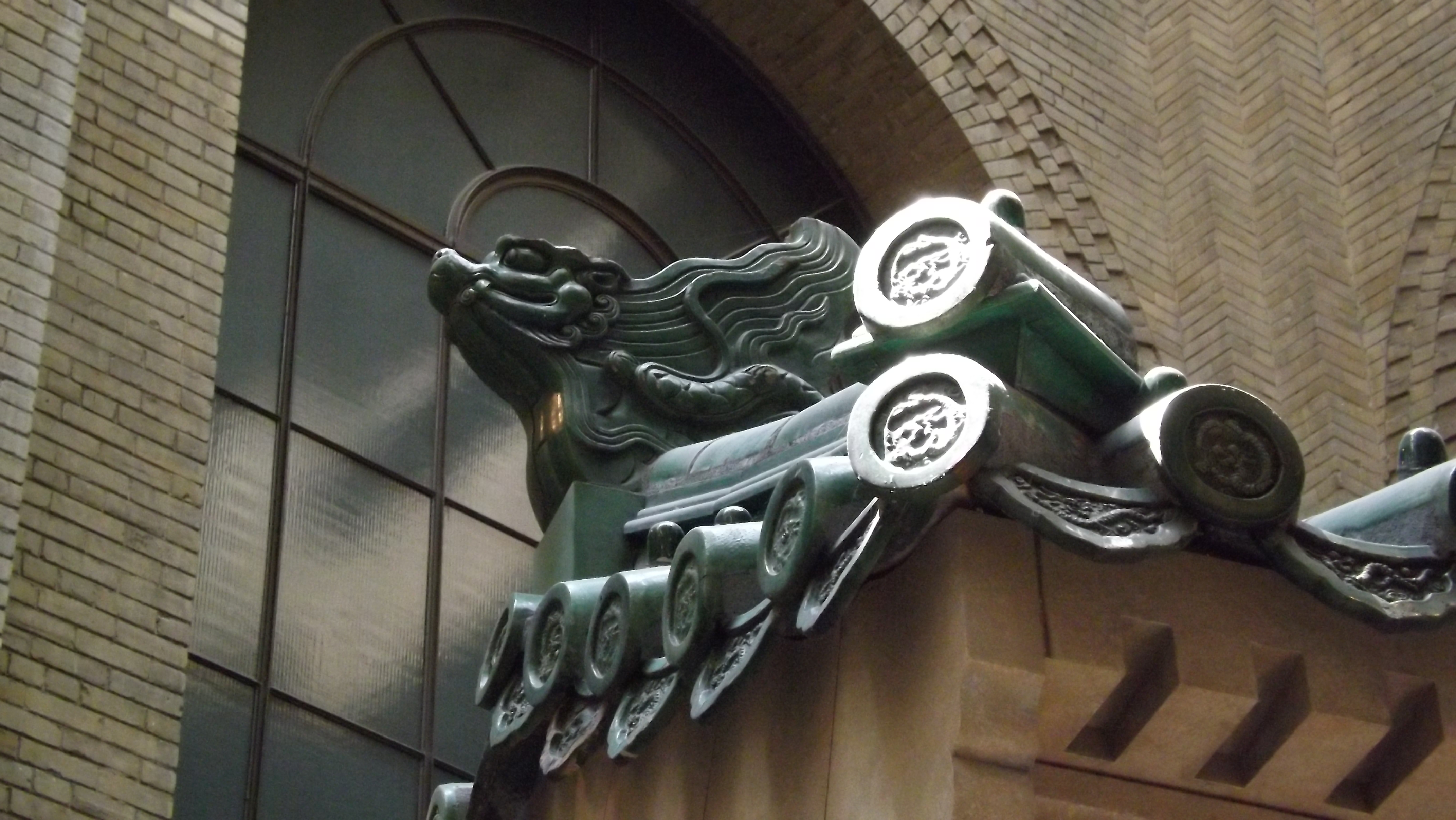
Archway, view from burial mound
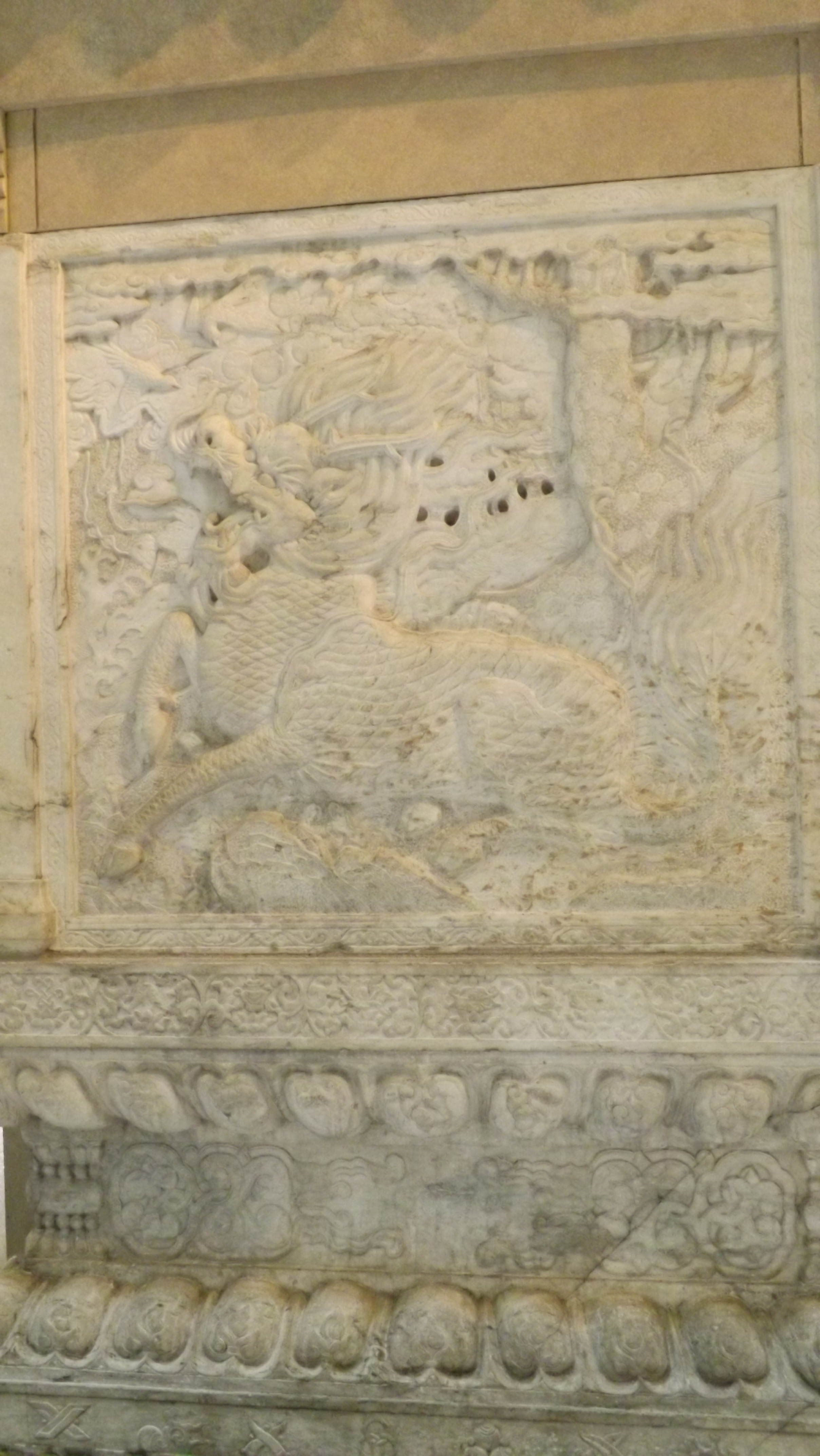
Wall carvings
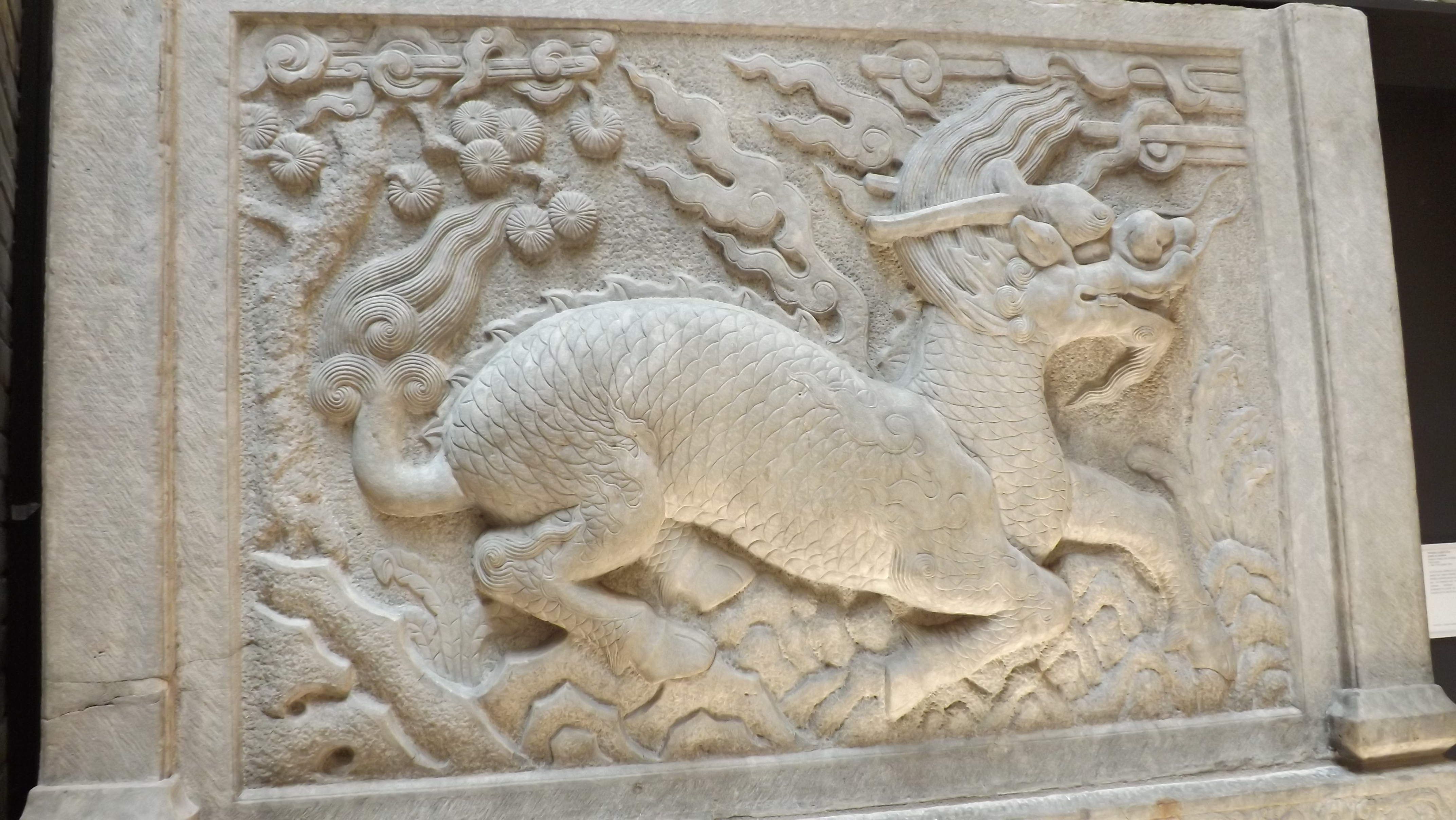
Ming Tomb exhibit
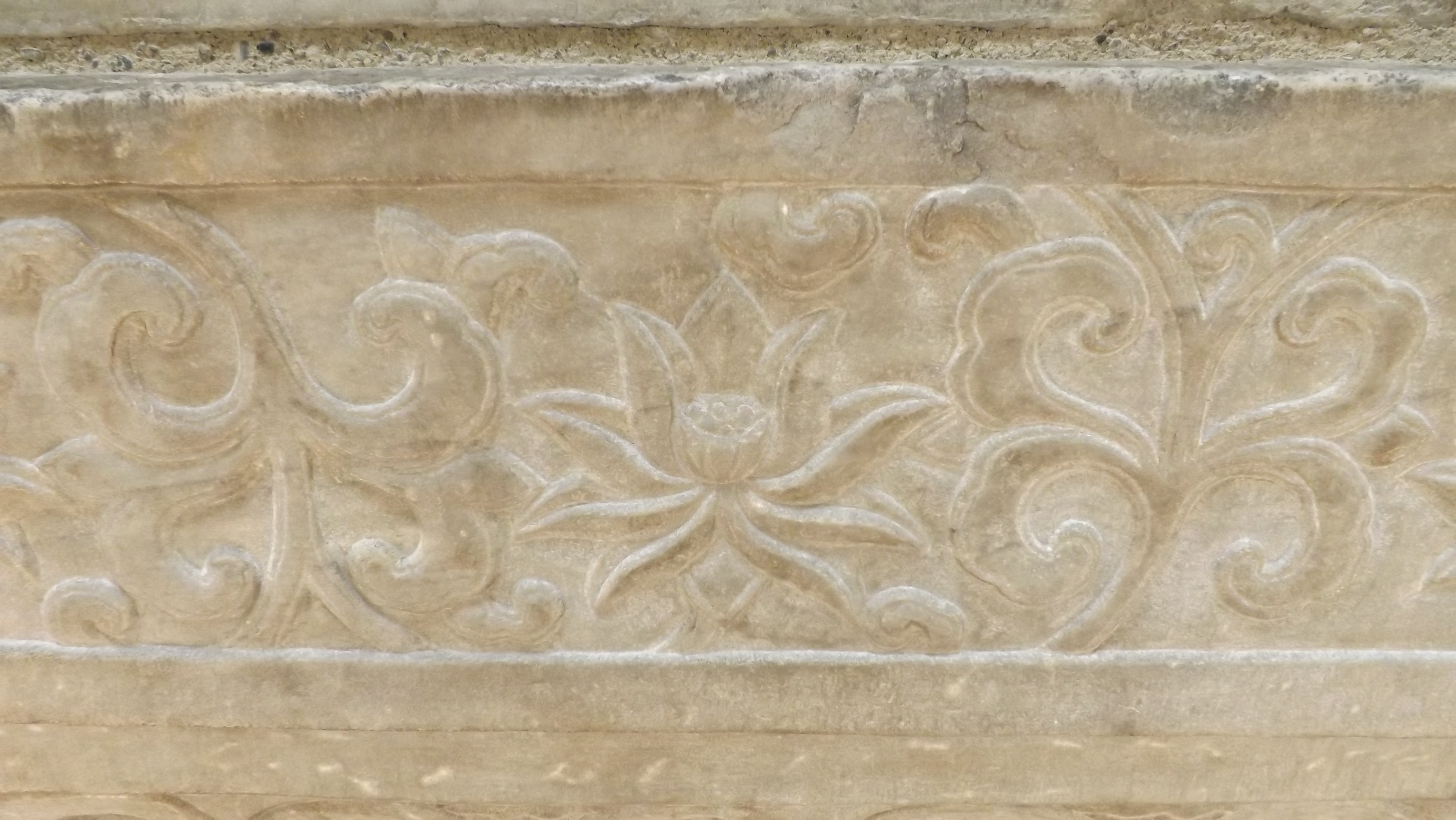
Archway carving
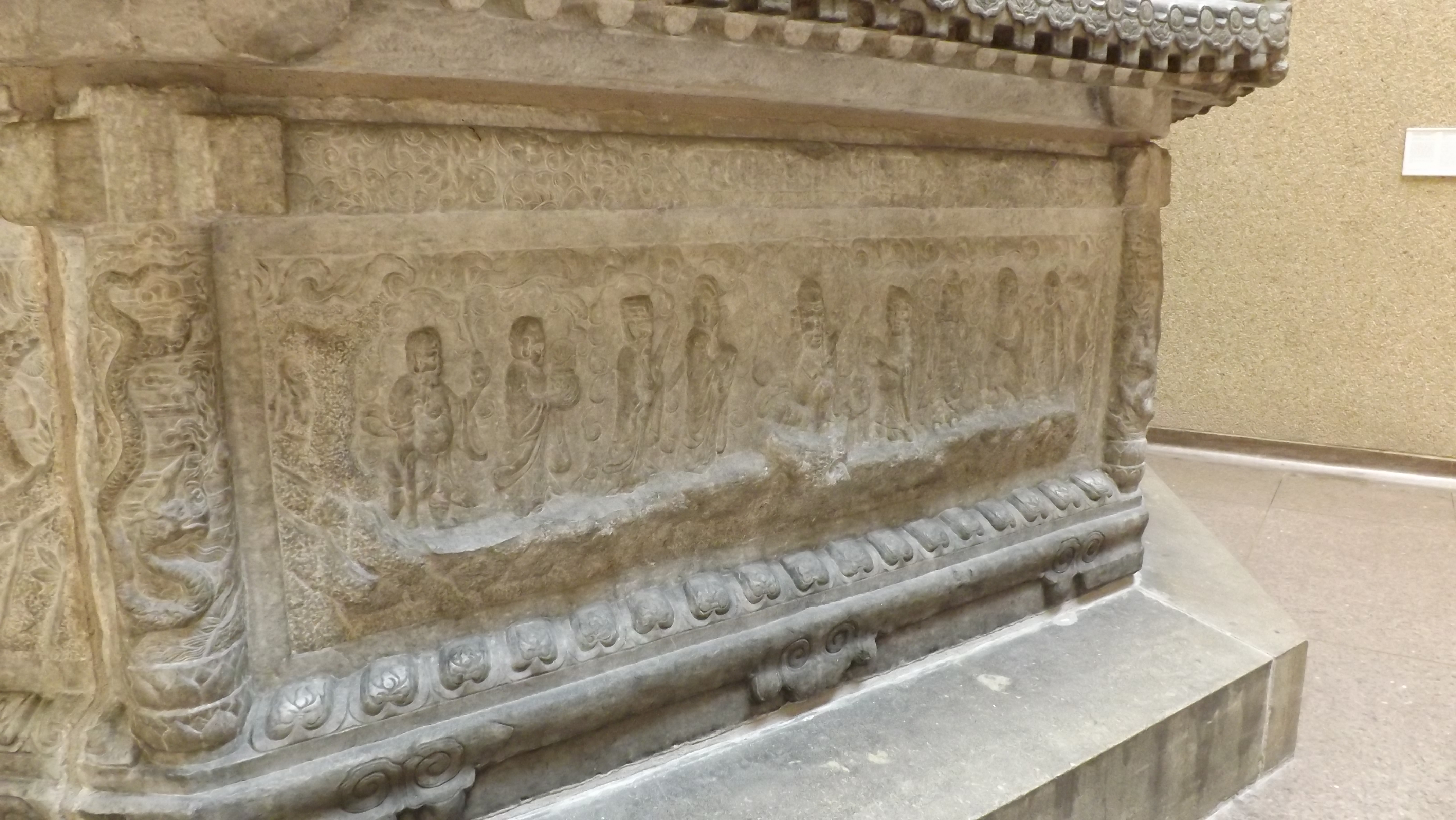
Tomb base
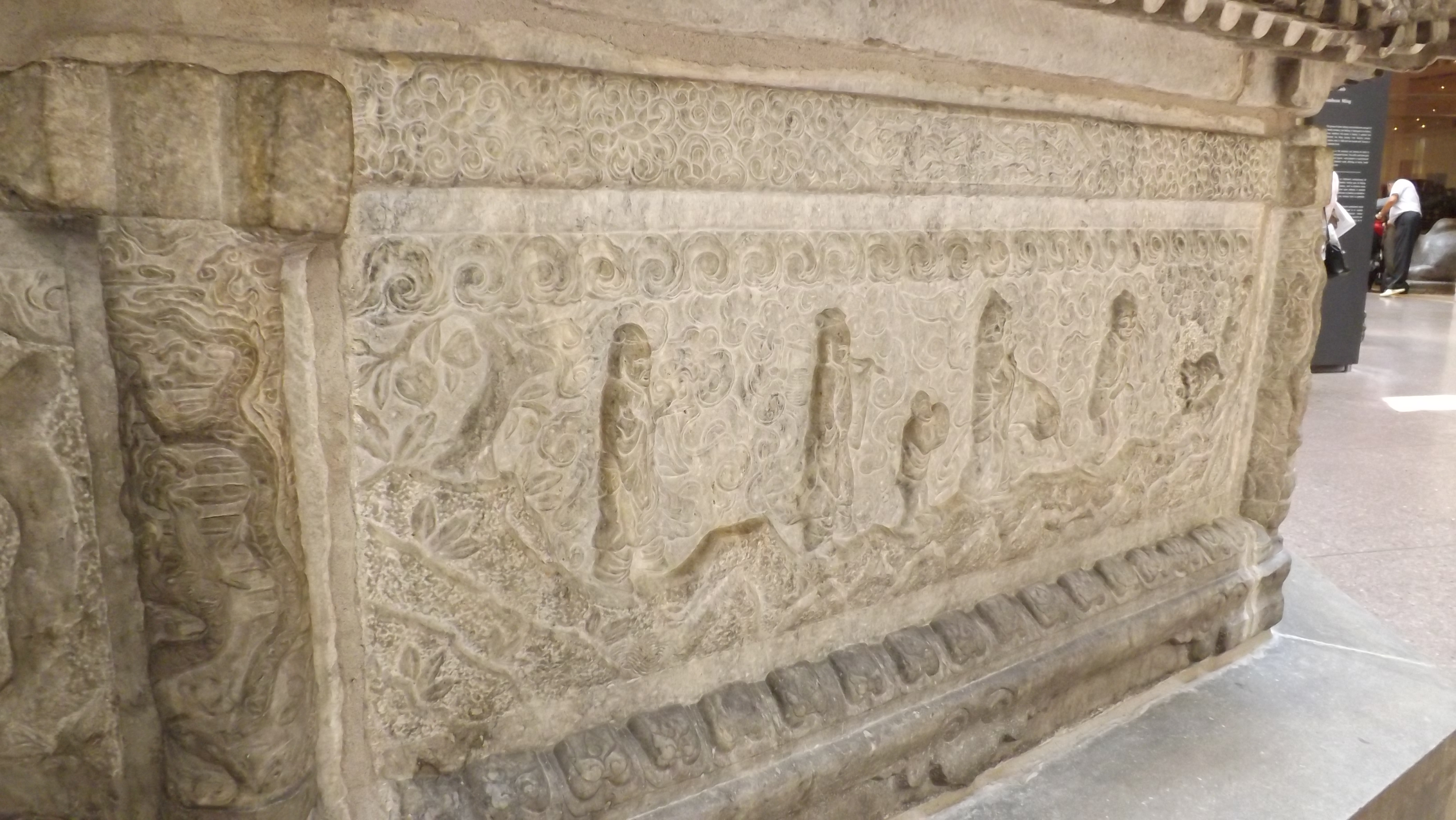
omb base
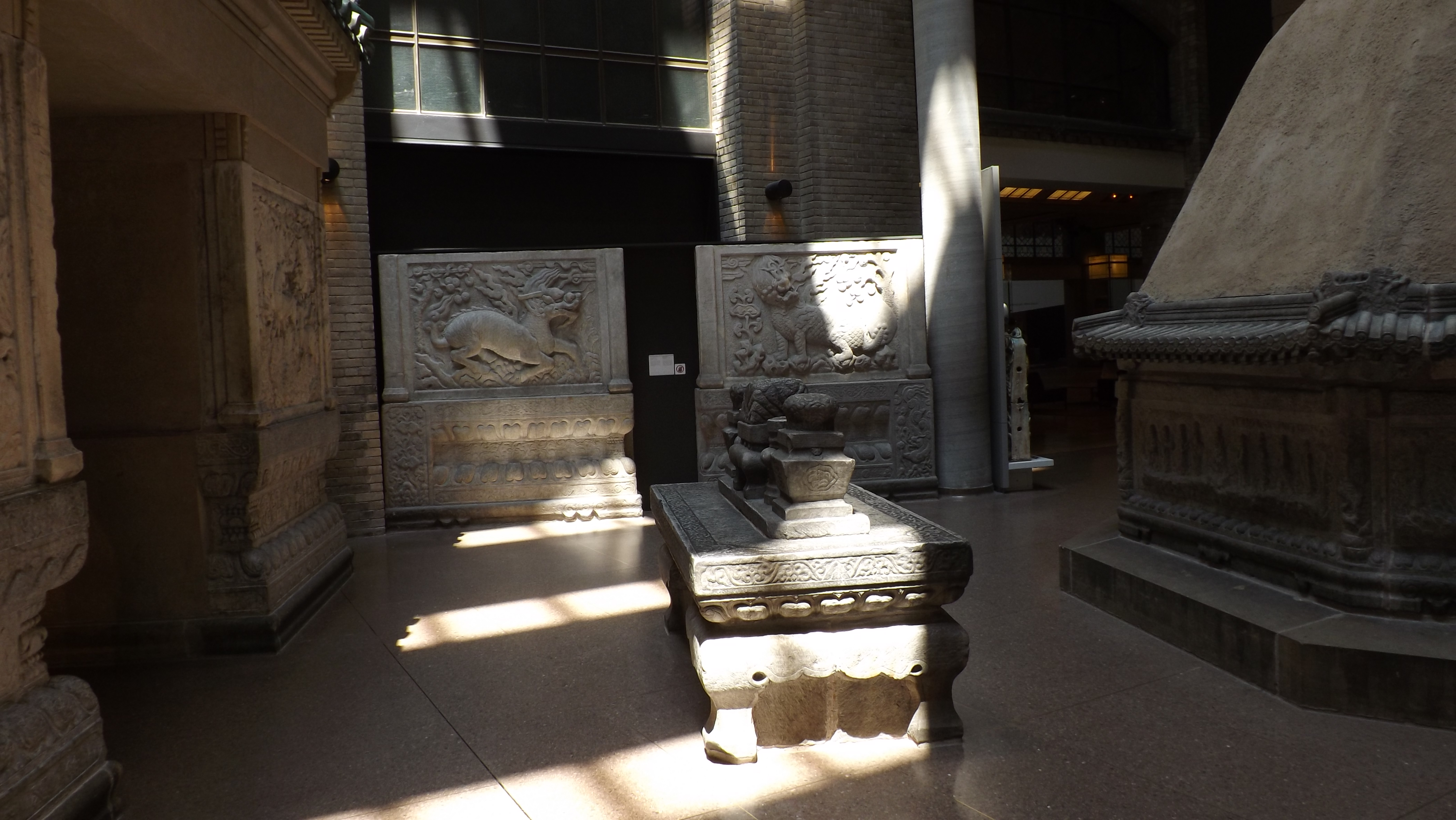
墳墓的雕花磚及墓埕
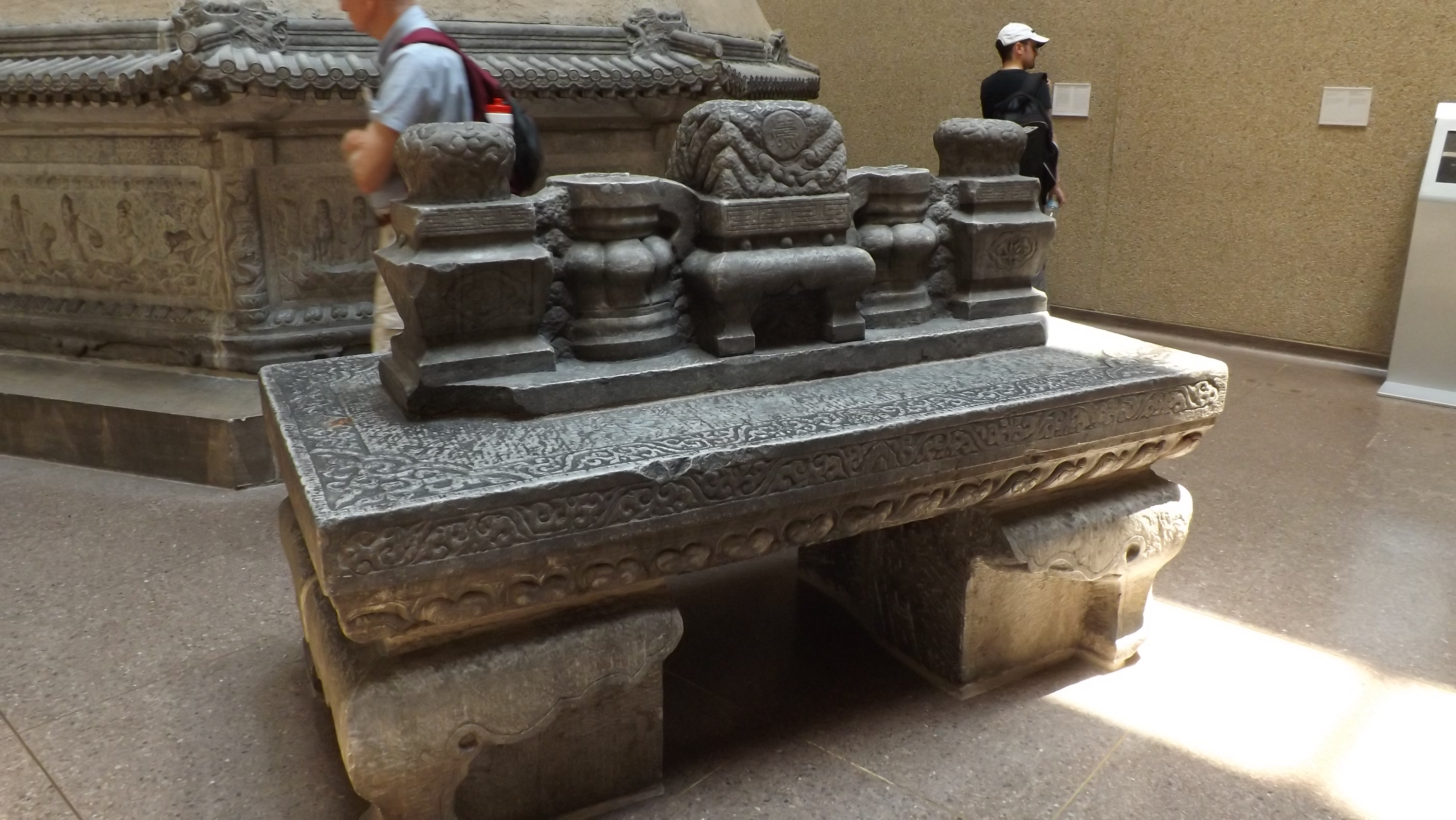
拜桌